# 小行星8558
小行星8558（8558 Hack），天文學臨時編號1995 PC，是一顆位於小行星帶的小行星。該小行星由義大利天文學家盧西亞諾·蒂瑟和安德烈亞·波耶提尼於1995年8月1日在圣马尔切洛皮斯托耶塞的皮斯托亞山脈天文台發現，以義大利女性天文學家瑪格麗塔·哈克命名。

## 外部連結
- JPL Small-Body Database Browser on 8558 Hack

| 前一小行星： 8557 Šaroun | 小行星列表 | 後一小行星： (8559) 1995 QM2 |